# Giải Bodil cho nam diễn viên chính xuất sắc nhất
Giải Bodil cho nam diễn viên chính xuất sắc nhất là một trong các giải Bodil dành cho các nam diễn viên đóng vai chính trong một phim, được bầu chọn là xuất sắc nhất.
Dưới đây là danh sách các người đoạt giải:

## Các người đoạt giải từ năm 1948–1999
| Năm       | Người đoạt giải       | Tên phim                       |                 |
| 1948      | Poul Reichhardt       | Soldaten og Jenny              |                 |
| 1949      | Mogens Wieth          | Kampen mod uretten             |                 |
| 1950      | Erik Mørk             | Susanne                        |                 |
| 1951      | Preben Lerdorff Rye   | I gabestokken                  |                 |
| 1952      | Không trao giải       | Không trao giải                | Không trao giải |
| 1953      | Per Buckhøj           | Adam og Eva                    |                 |
| 1954      | Angelo Bruun          | Hendes store aften             |                 |
| 1955      | Emil Hass Christensen | Ordet                          |                 |
| 1956      | Ove Sprogøe           | På tro og love                 |                 |
| 1957      | Peter Malberg         | Ingen tid til kærtegn          |                 |
| 1958      | Gunnar Lauring        | Krudt og klunker               |                 |
| 1959      | Preben Lerdorff Rye   | En fremmed banker på           |                 |
| 1960      | Kjeld Petersen        | Vi er allesammen tossede       |                 |
| 1961      | Henning Mortizen      | Forelsket i København          |                 |
| 1962      | John Price            | Duellen                        |                 |
| 1963      | Jarl Kulle            | Den kære familie               |                 |
| 1964      | Ole Wegener           | Sekstet                        |                 |
| 1965      | Morten Grunwald       | Fem mand og Rosa               |                 |
| 1966      | John Price            | Naboerne                       |                 |
| 1967      | Per Oscarsson         | Sult                           |                 |
| 1968      | Jesper Langberg       | Sådan er de alle               |                 |
| 1969      | Jesper Klein          | Balladen om Carl-Henning       |                 |
| 1970      | Không trao giải       | Không trao giải                | Không trao giải |
| 1971      | Paul Scofield         | King Lear                      |                 |
| 1972      | Ove Sprogøe           | Den forsvundne fuldmægtig      |                 |
| 1973      | Ole Ernst             | Flugten                        |                 |
| 1974      | Dirch Passer          | Mig og mafiaen                 |                 |
| 1975      | Ove Sprogøe           | Olsen-bandens sidste bedrifter |                 |
| 1976      | Không trao giải       | Không trao giải                | Không trao giải |
| 1977      | Jens Okking           | Strømer                        |                 |
| 1978      | Frits Helmuth         | Lille spejl                    |                 |
| 1979      | Jesper Christensen    | Hør, var der ikke en som lo    |                 |
| 1980      | Allan Olsen           | Johnny Larsen                  |                 |
| 1981      | Buster Larsen         | Jeppe på bjerget               |                 |
| 1982      | Otto Brandenburg      | Gummi-Tarzan                   |                 |
| 1983      | Ole Ernst             | Der er et yndigt land          |                 |
| 1984      | Peter Hesse Overgaard | Isfugle                        |                 |
| 1985–1986 | Không trao giải       | Không trao giải                | Không trao giải |
| 1987      | Michael Falch         | Mord i mørket                  |                 |
| 1988      | Max von Sydow         | Pelle Erobreren                |                 |
| 1989      | Ole Lemmeke           | Himmel og Helvede              |                 |
| 1990      | Frits Helmuth         | Dansen med Regitze             |                 |
| 1991      | Tommy Kenter          | Lad isbjørnene danse           |                 |
| 1992      | Ole Lemmeke           | De nøgne træer                 |                 |
| 1993      | Søren Østergaard      | Kærlighedens smerte            |                 |
| 1994      | Frits Helmuth         | Det forsømte forår             |                 |
| 1995      | Ernst-Hugo Järegård   | Riget                          |                 |
| 1996      | Ulf Pilgaard          | Farligt venskab                |                 |
| 1997      | Max von Sydow         | Hamsun                         |                 |
| 1998      | Holger Juul Hansen    | Riget II                       |                 |
| 1999      | Ulrich Thomsen        | Festen                         |                 |

## Các người đoạt giải & các người được đề cử từ năm 2000
2000
Henrik Lykkegaard – Bornholms stemme
Anders W. Berthelsen – Mifunes sidste sang
Niels Olsen – Den eneste ene
2001
Jesper Christensen – Bænken
Anders W. Berthelsen – Italiensk for begyndere
Peter Gantzler – Italiensk for begyndere
Thure Lindhardt – Her i nærheden
Søren Pilmark – Blinkende lygter
2002
Jens Okking – At klappe med een hånd
Nikolaj Lie Kaas – Et rigtigt menneske
Troels Lyby – En kort en lang
Lars Mikkelsen – En kærlighedshistorie
Sven Wollter – En sang for Martin
2003
Jens Albinus – At kende sandheden
Ole Ernst – Okay
Jørgen Kiil – Små ulykker
Mads Mikkelsen – Elsker dig for evigt
2004
Ulrich Thomsen – Arven
Lars Brygmann – Rembrandt
Jakob Cedergren – Rembrandt
Mads Mikkelsen – De grønne slagtere
John Turturro – Fear X
2005
Mads Mikkelsen – Pusher II
Anders W. Berthelsen – Kongekabale
Nikolaj Lie Kaas – Brødre (Brothers)
Mikael Persbrandt – Dag och natt
Ulrich Thomsen – Brødre (Brothers)
2006
Jesper Christensen – Drabet
Bjarne Henriksen – Kinamand (Chinaman)
Thure Lindhardt – Nordkraft
Troels Lyby – Anklaget
Mikael Persbrandt – Bang Bang Orangutang
2007
Nicolas Bro – Offscreen
David Dencik – En Soap
Janus Dissing Rathke – Drømmen
Rolf Lassgård – Efter brylluppet
Mads Mikkelsen – Prag
2008
Jesper Asholt – Kunsten at græde i kor
Kim Bodnia – Ekko
Lars Brygmann – Hvid nat
David Dencik – Uden for kærligheden
Jannik Lorenzen – Kunsten at græde i kor